# Тайлер Андерсон
Олексій Вікторович Шкробинець (більш відомий як Тайлер Андерсон; нар. 21 вересня 1993) — український блогер із Запоріжжя, який має три YouTube-канали — Geek Journal, Тайлер Андерсон та Тайлеруто. Станом на 2024 рік на канал Geek Journal підписано понад 360 тисяч людей. 21 квітня 2024 Олексій повідомив, що мобілізувався до лав ЗСУ.

## Канали

### Geek Journal
GeekJournal — це українськомовний ютуб-канал, заснований у 2012 році. Канал спеціалізується на оглядах українського і світового кіно, серіалів, телешоу, реклами тощо. GeekJournal входить до списку 10 україномовних каналів з найбільшою кількістю платних підписок на міжнародній платформі Patreon.
Участь у каналі «Geek Journal» також бере дівчина Тайлера — Юліа́на, яка монтує відео, і також є операторкою. Кадри з кіно та телевізійних проєктів використовуються ними на правах «fair use» (сумлінне використання).

### Тайлеруто
Тайлеруто — ігровий канал Тайлера Андерсона, де відбуваються стріми різних відеоігор, таких як Cyberpunk 2077, God of War, Detroit: Become Human, The Last of Us, The Last of Us Part II, The Witcher 3: Wild Hunt, Tell Me Why, Marvel's Spider-Man, Minecraft, The Long Dark, Red Dead Redemption 2 та багато інших.

### Тайлер Андерсон
Резервний канал Тайлера Андерсона, який був створений для застереження блокування основного каналу «Geek Journal», яке могло відбутись 28 січня 2021 року, на якому публікувались новини про ситуацію з 1+1 Media.

#### Статистика
За три доби резервний канал Тайлер Андерсон набрав понад 75 тис. підписників, що було абсолютним рекордом для українського ютубу[джерело?].
У 2022 році канал Geek Journal зібрав авдиторію в 272 тисячі підписників, загальна кількість переглядів на каналі перевищила 20 мільйонів[джерело?].

## Проєкти
1 серпня 2021 року вийшов перший випуск «Шоу Тайлера Андерсона», що наслідує популярні світові вечірні шоу: гумористичний огляд новин, невимушене інтерв'ю з популярною особою (у випуску номер 1 це був «Клятий раціоналіст» Артем Албул) тощо[первинне джерело].

## Конфлікт з 1+1 Media
У жовтні 2020 року було опубліковане відео про шоу «Маскарад», через що канал був звинувачений каналом 1+1 у нелегальному використанні матеріалу, отримавши перший «страйк» ще восени, 28 жовтня 2020 року. Після цього довелося на короткий час вилучити відео про «Маскарад» та 4 огляди на серіал #Школа.

### SaveGeekJournal
У січні 2021 року було зняте критичне відео «Як втратити все за 30 років? Коли 1+1 став Г+Г? СВ Шоу, Імперія кіно, Шоу довгоносиків, ТСН» про канал «1+1» та його історію, після чого Geek Journal 21 січня 2021 року отримав 4 страйки (з трьох можливих для блокування ютуб-каналу), через що він міг перестати існувати вже 28 січня.
Після того як канал отримав чотири страйки від 1+1 Media багато людей у соціальних мережах були обурені діями медіахолдингу 1+1 Media, тому у Facebook, Instagram, Twitter, Telegram та інших мережах з'явилося доволі багато мемів та хештегів #SaveGeekJournal, який увійшов у тренди Twitter в Україні. Закрема, підтримку висловили Роман Вінтонів і Телебачення Торонто.
Програма «Час новин» 5 каналу окремо присвятила випуск медіаскандалу з українським блогером та 1+1 Media.
23 січня 2021 року Тайлер повідомив, що всі чотири страйки були зняті з ютуб-каналу. Стало відомо, що трохи раніше представники 1+1 Media вийшли з Олексієм на контакт, запропонувавши йому угоду за якою він повинен був би видалити всі відео пов'язані з телеканалом 1+1 та відмовитись від подальшої критики після чого вони готові були б відкликати скарги.
Того ж дня, 1+1 Media заявили, що вони не відкликали скарги на відео на ютуб-каналі «Geek Journal», які містили контент, авторські права на який належать холдингу, нібито їхньою основною метою не було блокування каналу, а лише видалення відео. 1+1 Media постійно наголошували, що Тайлер Андерсон не мав авторських прав на ті фрагменти, які він використав у своїх відео. Однак вони продовжували маніпулювати принципом «fair use» (сумлінне використання), говорячи, що під цей принцип не підпадають відео з монетизацією. Проте за так званим «сумлінним використанням» існують більшість ютуб-каналів у світі, які займаються ґік-тематикою, що не дає права, наприклад, таким світовим корпораціям як The Walt Disney Company чи Warner Bros., обмежувати їхню оглядову та критичну діяльність[джерело?].

### Реакція
Представник партії «Європейська Солідарність» Олексій Гончаренко, волонтер Сергій Притула, письменник і журналіст Вахтанг Кіпіані, шеф-повар Євген Клопотенко, засновник Ukraїner Богдан Логвиненко та низка популярних україномовних ютуб-проєктів («Телебачення Торонто», «Рагу.чи», «Загін Кіноманів», «Клятий раціоналіст» та інші) підтримали рух #SaveGeekJournal.
Римо-католицький священник Микола Мишовський, який також є головним редактором часопису CREDO підтримав рух #SaveGeekJournal.

## Відзнаки
Тайлер Андерсон став блогером року в рейтингу «Натхнення-2021» від Liga.net.